# Джеймс Уікс
Джеймс Уікс (англ. James Weeks; нар. 20 серпня 1978, Блекберн) — британський композитор, диригент, піаніст, співзасновник вокального ансамблю EXAUDI.

## Життєпис
Народився у Блекберні 20 серпня 1978 року. Освіту здобував у Вінчестерському коледжі, Кембриджському університеті, докторську дисертацію з композиції завершував під керівництвом Майкла Фіннісі у Саутгемптонському університеті. Очолював кафедру композиції у Ґілдголській школі музики та драми, зараз Джеймс Вікс — асистент професора музики у Даремському університеті. Його музику замовляють та виконують провідні музиканти-солісти та музичні колективи, включаючи London Sinfonietta, Apartment House, Quatuor Bozzini, EXAUDI, Alison Balsom, Morgan/Dullea, Wandelweiser, New London Chamber Choir, Uroboros Ensemble, Endymion, Anton Lukoszevieze and Christopher Redgate на британських та європейських фестивалях, зокрема, таких як Spitalfields music та Huddersfield Contemporary Music Festival, Gaudeamus Muziekweek, Quincena Musical, а також у таких місцях, як de Bijloke, Wandelweiser (Дюссельдорф, Мюнхен), Weimarer Frühjahrstage та Мафра.

## Творчість
З 2005 основним напрямком його музики стає  створення п'єс для камерних складів (для виконання соло та/або невеликими ансамблями) у яких композитор досліджує первинні музичні елементи, матеріали та процеси, або виокремлюючи їх та залишаючи у первинному вигляді, або вбудовуючи до щільних поліфонічних структур. 
Надихаючись ренесансною поліфонією, захоплення якою почалось із співу у церковному хорі в дитинстві, Джеймс Уікс у своїй творчості реалізує поліфонічну техніку, зокрема принципи ренесансної поліфонії строгого стилю із естетикою мінімалізму, й сам позиціонує свою творчісь як «анти-складність» (anti-complexity), як антипод до поширеного у британській музиці напряму «нової складності» («new complexity»), серед найвідоміших представників якого — Браян Фернехоу та вчитель Джеймса — Майкл Фіннісі.

## Основні твори

### Сольні твори
- Durham [Архівовано 2 вересня 2018 у Wayback Machine.] для фортепіано (2017)
- Windfell [Архівовано 2 вересня 2018 у Wayback Machine.] для скрипки (2017)
- Narrow Path [Архівовано 2 вересня 2018 у Wayback Machine.] для флейти (2013)
- The World in tune [Архівовано 2 вересня 2018 у Wayback Machine.] для сопрано (2013)
- Nakedness [Архівовано 2 вересня 2018 у Wayback Machine.] для сопрано (2012)
- Sixty Notes for Anna [Архівовано 2 вересня 2018 у Wayback Machine.] для віолончелі (2010)
- Digger [Архівовано 2 вересня 2018 у Wayback Machine.] для гітари (2010)
- Sky [Архівовано 2 вересня 2018 у Wayback Machine.] для кларнета з електронікою (2010)
- Burnham Air [Архівовано 2 вересня 2018 у Wayback Machine.] для гобою д'амур (2008-9)
- Sixty Notes for Mike [Архівовано 2 вересня 2018 у Wayback Machine.] для валторни (2007)
- Tide [Архівовано 2 вересня 2018 у Wayback Machine.] для віолончелі (2007)
- Complainte [Архівовано 2 вересня 2018 у Wayback Machine.] для сопрано/меццо (2007)
- Matsushima [Архівовано 2 вересня 2018 у Wayback Machine.] для фортепіано (одного, або декількох) (2005)
- Capricho [Архівовано 2 вересня 2018 у Wayback Machine.] для скрипки (2003)
- Siciliano [Архівовано 2 вересня 2018 у Wayback Machine.] для фортепіано (2003)
- Two Perscriptions [Архівовано 2 вересня 2018 у Wayback Machine.] для фортепіано (2002-4)

### Твори для двох виконавців
- Signs of Occupation [Архівовано 2 вересня 2018 у Wayback Machine.] для голосу (промовляючого) та кларнету (2014)
- Softest Numbers [Архівовано 2 вересня 2018 у Wayback Machine.] для скрипки та фортепіано (2014)
- A Toy [Архівовано 2 вересня 2018 у Wayback Machine.] для скрипки та фортепіано (2011)
- Sixty Notes [Архівовано 2 вересня 2018 у Wayback Machine.] для валторни та фортепіано (2007)
- Wie soll ich meine Seele halten [Архівовано 2 вересня 2018 у Wayback Machine.] для скрипки та фортепіано (2005-8)
- Sacred Muses [Архівовано 2 вересня 2018 у Wayback Machine.] для труби та органу (2005)
- Amor de lonh [Архівовано 2 вересня 2018 у Wayback Machine.] для сопрано та клавесину (2002)

### Твори для інструментальних ансамблів
- Bee Haven [Архівовано 2 вересня 2018 у Wayback Machine.] для струнного оркестру/ансамблю (2017)
- Düsseldorf [Архівовано 2 вересня 2018 у Wayback Machine.] для ансамблю (2017)
- ærc [Архівовано 2 вересня 2018 у Wayback Machine.] для струнного оркестру (2016)
- Summer [Архівовано 2 вересня 2018 у Wayback Machine.] для ансамблю (7 виконавців) (2016)
- Meadow [Архівовано 2 вересня 2018 у Wayback Machine.] для великого мішаного ансамблю (2016)
- Joy [Архівовано 2 вересня 2018 у Wayback Machine.] для двох скрипок та перкусії (2016)
- Cornish String Music [Архівовано 2 вересня 2018 у Wayback Machine.] для струнного складу (2015)
- Walled Garden [Архівовано 2 вересня 2018 у Wayback Machine.] (2015)
- Olympic Frieze [Архівовано 2 вересня 2018 у Wayback Machine.] (2014)
- Common ground [Архівовано 2 вересня 2018 у Wayback Machine.] для скрипки, альта та віолончелі (2014)
- Looping Busker Music [Архівовано 2 вересня 2018 у Wayback Machine.] для скрипки, кларнета, гітари, акордеона та аудіозапису (2013)
- Three Trios [Архівовано 2 вересня 2018 у Wayback Machine.] для скрипки, віолончелі, фортепіано та аудіозапису (2010-11)
- Fanfare-Canon [Архівовано 2 вересня 2018 у Wayback Machine.] для 6 труб (2010)
- String Quartet (to Alberto Caeiro) [Архівовано 2 вересня 2018 у Wayback Machine.] струнний квартет (2010)
- TIDE [Архівовано 2 вересня 2018 у Wayback Machine.] для гобоя д'амур, кларнета, віолончелі та електроніки (2007-10)
- The Nunhead Harmony [Архівовано 2 вересня 2018 у Wayback Machine.] для кларнету, скрипки, альта та контрабаса (2009)
- The Peckham Harmony [Архівовано 2 вересня 2018 у Wayback Machine.] для мішаного ансамблю (2009)
- The Lewisham Harmony [Архівовано 2 вересня 2018 у Wayback Machine.] для скрипки, альта, віолончелі та фортепіано (2008)
- The Catford Harmony [Архівовано 2 вересня 2018 у Wayback Machine.] для мішаного ансамблю (2008)
- Come Away [Архівовано 2 вересня 2018 у Wayback Machine.] для сопрано, скрипки, віолончелі та фортепіано (2008)
- Schilderkonst [Архівовано 2 вересня 2018 у Wayback Machine.] (для мішаного ансамблю, 2003-2004)[2]

## Дискографія
Релізи Джеймса Уікса виходять на найпрестижніших у сфері академічної та експериментальної музики незалежних лейблах, таких як Winter&Winter, Another Timbre, Confront Recordings та інших.
- Tide [Архівовано 13 квітня 2015 у Wayback Machine.] (2013), виконують Apartment House, Métier.
- Mural [Архівовано 23 листопада 2018 у Wayback Machine.] (2015), виконують EXAUDI, Confront Recordings.
- Signs of Occupation (2016), виконують Andrew Sparling, Plus-Minus Ensemble, Divine Art Recordins Group, England.
- Mala Punica [Архівовано 26 лютого 2021 у Wayback Machine.] (2017), виконують EXAUDI, Winter&Winter, Німеччина.
- Windfell [Архівовано 31 травня 2019 у Wayback Machine.] (2019), виконує Mira Benjamin, Another Timbre.